# LEGO Ninjago: Nindroids
Lego Ninjago: Nindroids è un gioco di azione-avventura per Nintendo 3DS e PlayStation Vita. Si tratta di un sequel del titolo del 2011 per Nintendo DS LEGO Battles: Ninjago, e entrambi i giochi della serie sono stati sviluppati da Hellbent Games e co-pubblicato da TT Games. Il gioco è uscito il 29 luglio 2014 in Nord America e il 1 agosto 2014 in Europa.

## Modalità di gioco
Il gioco contiene 30 livelli composti da enigmi e sequenze di battaglia.

## Trama
Il gioco seguirà la medesima trama della terza stagione della serie televisiva animata Ninjago: Masters of Spinjitzu. Nel gioco, il giocatore assume il ruolo di un maestro di Spinjitzu e ha il compito di difendere la Nuova Ninjago City dall'esercito di Nindroidi del malvagio nemico Overlord. Il gioco conterrà nuovi personaggi e cattivi, così come i personaggi dello show televisivo, tra cui Nya, Sensei Garmadon, il Samurai X, e PIXAL.